# خط لوله انتقال

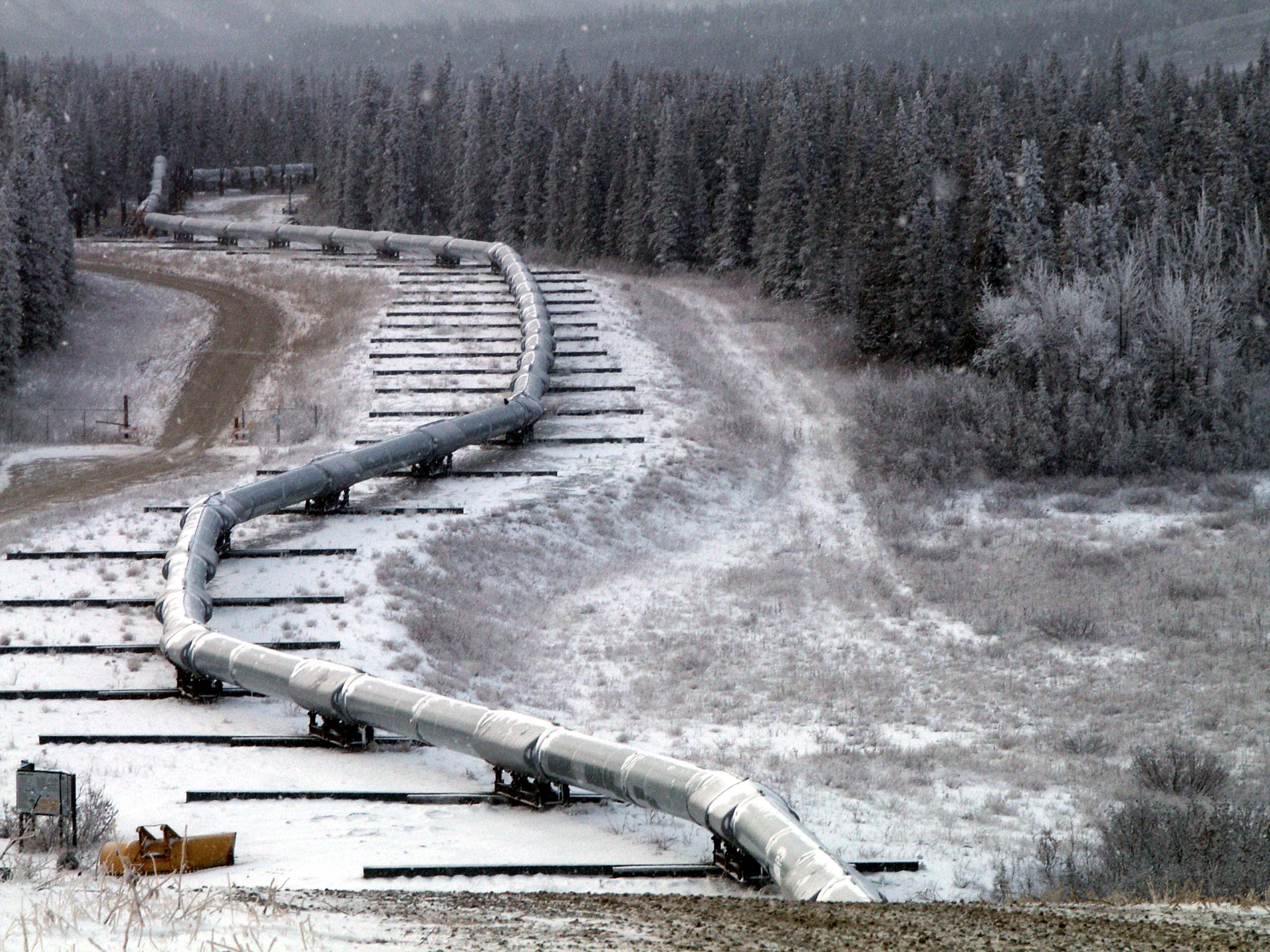
خط لوله انتقال نفت در آلاسکا

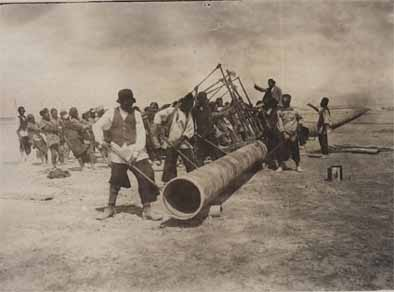
نخستین خط لوله نفت ایران که نفت خام را از میدان نفتی مسجد سلیمان به پایانه نفتی در خلیج فارس منتقل می‌کرد (۱۹۱۱ م)

خط لوله انتقال به مجموع لوله‌هایی که وظیفه رساندن سیالات (نفت یا گاز یا آب) را از نقطه‌ای به نقطه دیگر دارند می‌گویند. انتقال نفت به کمک لوله، یکی از مراحل استخراج نفت می‌باشد. این لوله‌ها نفت و گاز را به واحد بهره‌برداری، تقطیر، پالایشگاه یا پایانه جهت صدور منتقل می‌کنند.
خطوط لوله ۳ نقش را عهده‌دار هستند:
- به منظور جمع‌آوری نفت از چاه‌های نفت (بالا دستی)
- حمل مواد هیدروکربنی خام یا فراورده در لوله‌های با قطر بالا (میان دستی)
- توزیع فراورده‌ها در لوله‌های با قطر پایین و رساندن محصولات به دست مصرف‌کننده(پایین دستی)

دمیتری مندلیف نخستین کسی بود که ایده انتقال نفت با لوله را در سال ۱۸۶۳ پیشنهاد کرد.